# Chapelle Notre-Dame-de-la-Brouffe de Mariembourg
La chapelle Notre-Dame de  la Brouffe est un édifice religieux catholique sis au centre du cimetière de la ville de Mariembourg en Belgique. Datant du XVIIe siècle la chapelle est classée au patrimoine immobilier de la Région wallonne depuis 1982.

## Histoire
Au XIIe siècle l’abbaye de Floreffe fonde un couvent de Norbertines dans un domaine qui est aujourd’hui Mariembourg. Les chanoinesses sont remplacées par les chanoines prémontrés en 1270 qui y établissent un prieuré. En 1546 les prémontrés quittent les lieux et il ne reste de leur prieuré que la chapelle Notre-Dame de Brouffe.
La chapelle actuelle, de style gothique, fut construite dans la première moitié du XVIIe siècle et se trouve au milieu du cimetière paroissial. Brouffe est le nom d’une petite rivière qui se jette dans l'Eau Blanche à Mariembourg. La chapelle est constituée d’une nef unique se terminant en un sanctuaire à trois pans. Un clocheton surmonte l’édifice au départ de la nef. Un avant-bâtiment – porche ou portail – lui fut adjoint au début du XIXe siècle. Sur la clé de porte, se trouve l’inscription suivante : « En 1793, ce portail fut détruit et en 1811, fut reconstruit ».

## Intérieur
- La chapelle abrite la statue de Notre-Dame de la Brouffe qui date de 1653.
- Le pavement en damier provient de l’église des religieuses sépulcrines, aujourd’hui disparue.
- Les peintures murales datent des années 1950 et sont œuvres de Georges Boulmant (1914-2004) et Zéphir Busine (1916-1976).
- Le plafond est orné de seize panneaux peints par J. de Dixmude.